# علي السلمي (مدرب كرة قدم)
علي السلمي هو لاعب كرة قدم.

## روابط خارجية
- علي سالمي على موقع عالم كرة القدم.نت (الإنجليزية)